# رايندورف آلتاخ
نادي رايندورف آلتاخ الرياضي (Sportclub Rheindorf Altach) هو نادي كرة قدم نمساوي، ويقع مقره في ألتاخ في فورارلبرغ. وهو يلعب في بوندسليغا النمسا لكرة القدم. وهو يعرف أيضا باسم كاشبوينت رايندورف آلتاخ إذ ترعاه شركة كاشبوينت للمراهنات الرياضية. تأسس سنة 1929.